# Tecolutla (municipalité)
La  municipalité de Tecolutla est l'une des 212 municipalités de l'État de Veracruz, et est située dans la partie nord de cet État. Située sur la côte du golfe du Mexique, elle se trouve à cheval entre les bassins versants des fleuves Río Nautla et Río Tecolutla. Son chef-lieu est la ville éponyme de Tecolutla. Elle dépend de la région administrative de Totonaca, du nom du peuple des Totonaques qui y habite, et est une des 10 subdivisions administratives de l'État de Veracruz.

## Géographie
La municipalité de Tecolutla s'étend du sud-est au nord-ouest le long de la côte du golfe du Mexique. Elle est limitée au sud-ouest par la rivière Solteros, puis au sud-est par le chenal de Tres Bocas, qui achève sa course dans l'embouchure du fleuve Río Nautla, qui prend ici le nom de Río Bobos. Au nord, c'est le fleuve Río Tecolutla qui forme sa limite, que la municipalité outrepasse légèrement au niveau de son embouchure, sur laquelle se trouve, en rive nord, son chef-lieu, la ville éponyme de Tecolutla. Située dans la plaine côtière, son altitude oscille entre 0 et 300 mètres. Son territoire couvre une superficie de 535,4 km2, et était peuplé en 2020 de 24 551 habitants, pour une densité de 45,9 habitants par km2.
Cette municipalité est limitrophe à l'ouest de celles de Papantla et de Gutiérrez Zamora, et au sud de celles de Martínez de la Torre et de San Rafael.

## Composition et démographie
La municipalité était composée en 2020 de 182 localités, dont une seule était considérée comme urbaine, les autres étant rurales.
| Localité            | Population |
| ------------------- | ---------- |
| Tecolutla           | 5432       |
| Hueytepec           | 2140       |
| Casitas             | 1975       |
| La Guadalupe        | 1185       |
| Cañada Rica         | 1017       |
| Reste des localités | 12 802     |
| Total population    | 24 551     |

En plus de l'espagnol, plusieurs langues amérindiennes sont parlées dans la municipalité, dont les principales sont par ordre d'importance : le totonaque, le nahuatl, et dans une moindre mesure l'otomí.

## Histoire
Durant la guerre d'indépendance du Mexique, en 1813, le port de Tecolutla sert de point d'embarquement et de débarquement des armes pour les troupes indépendantistes.
Durant la guerre américano-mexicaine, en 1847, la frégate nord-américaine La Germanten jette l'ancre à l'entrée du port de Tecolutla, marquant le début de l'invasion par les États-Unis.
La municipalité de Tecolutla est créée par décret en 1879.

## Économie

### Agriculture et élevage
La superficie des parcelles semées représentait en 2021 une surface totale de 10 764,3 hectares, parmi lesquels 6783 hectares étaient voués à la culture de l'orange, 2207 hectares étaient voués à la culture du maïs, et 635 hectares étaient voués à celle du citron.
En 2021, la production de viande par tonnes comprenait 1521,3 tonnes de viande bovine, 307,2 tonnes de viande porcine, 26,4 tonnes de viande ovine, 0,2 tonnes de viande caprine, 96,9 tonnes de volailles, et 8,4 tonnes de dinde. La superficie vouée à l'élevage représentait alors 40 701 hectares.